# ابن أبي فديك
أبو إسماعيل محمد بن إسماعيل بن مسلم بن أبي فديك المدني أحد رواة الحديث النبوي.
حدث عن سلمة بن وردان، والضحاك بن عثمان، وابن أبي ذئب، وإبراهيم بن الفضل المخزومي، وعدة من أهل المدينة، ولم يرحل في الحديث، وكان صدوقًا صاحب معرفة وطلب. حدث عنه إبراهيم بن المنذر الحزامي، وسلمة بن شبيب، وأحمد بن الأزهر، وعبد بن حميد، وأبو عتبة أحمد بن الفرج، ومحمد بن عبد الله بن عبد الحكم، وهارون الحمال، وحسين بن عيسى البسطامي، ومحمد بن مصفى، وابن الطبري وخلق كثير.
قال أبو داود: «قد سمع من محمد بن عمرو بن علقمة حديثا واحدا». قال الذهبي: «هو أقدم شيخ لقيه». وقد احتج بابن أبي فديك جماعة الحديث.

## وفاته
توفي سنة 200 هـ. قال البخاري: «توفي سنة مائتين». قال ابن سعد: «توفي سنة تسع وتسعين ومائة، وليس بحجة».